# St Ives Chase, New South Wales
St Ives Chase este o suburbie în Sydney, Australia.